# 勝利のうた
「勝利のうた」（しょうりのうた、CANTEMOS LA CANCIÓN DE LA VICTORIA ）は、沖縄のラテンバンド、ディアマンテス（DIAMANTES）が1994年6月25日に発表した3枚目のシングル。

## 解説
メジャー2枚目のアルバム『ESPERANZA（エスペランサ）』からのシングルカット。
日本の部活動になじめない日系ブラジル・ペルー少年のために創設されたジュニアサッカーチーム「COSMOS」（群馬県伊勢崎市）の存在を知ったアルベルト城間が、このチームへの応援歌として書き下ろした曲。レコーディングの際には、このチームのメンバーがスタジオに招かれてコーラスとして参加した。
サッカーの応援歌として作曲されたこともあり、Jリーグ・ヤマザキナビスコカップのスポンサーを務めたヤマザキナビスコのCMソングとして全国でオンエアされている。
リズムはルンバ・フラメンカ。イントロでパリージョとアコースティック・ギターの音を重ねるなど意識的なアレンジも見られるが、フラメンコ特有の抑揚やメリスマなどがあまり見られないうえに、前面にブラスの音を押し出すなど重層的なアレンジを施しているため、フラメンコ・チューンという雰囲気は希薄。ルンバ・フラメンカが持つ独特のノリと明るいメロディ、現実を踏まえた上での前向きな人生応援歌ともとれる歌詞が多くの人々の心をつかみ、現在でもライヴのクライマックスやアンコールで必ずと言ってよいほど演奏される代表曲となっている。
シングルCDも、これまでに初出盤（1994年）、別ヴァージョン（1998年）、再リリース盤（2005年）の合計3種類が発売された。

## 収録曲
1. 勝利のうた（シングル・ヴァージョン） CANTEMOS LA CANCIÓN DE LA VICTORIA（SINGLE VERSION）（作詞:アルベルト城間・ボブ石原 作曲:アルベルト城間）
2. フィエスタ（シングル・ヴァージョン） FIESTA（SINGLE VERSION)（作詞・作曲:アルベルト城間)
3. 勝利のうた（オリジナル・カラオケ）
4. フィエスタ（オリジナル・カラオケ）

## 勝利のうた'98
『勝利のうた'98』CANTEMOS LA CANCIÓN DE LA VICTORIAは、沖縄のラテンバンドディアマンテス（DIAMANTES）が1998年5月21日に発表した11枚目のシングル。

### 解説
1994年にリリースされた「勝利のうた」のセルフカバー。フランスで開催された1998 FIFAワールドカップにあわせてリリースされた。歌詞の大半がスペイン語であった94年盤に対し、本盤はサビの最後で歌われる"Hay mucho por hacer"というセサル・バジェホからの引用以外すべて日本語である。C/Wは、全てスペイン語のヴァージョン「CANTEMOS LA CANCIÓN DE LA VICTORIA 勝利のうた'98 スペイン語ヴァージョン」。
なお、この時の公式テーマソングはJEAN MICHEL JARRE & TETSUYA "TK" KOMUROの「TOGETHER NOW」。

### 収録曲
1. 勝利のうた'98（作詞:アルベルト城間・ボブ石原 作曲:アルベルト城間）
2. CANTEMOS LA CANCIÓN DE LA VICTORIA 勝利のうた'98 スペイン語ヴァージョン（作詞・作曲:アルベルト城間)
3. 勝利のうた'98（カラオケ）